# Wolmir (biskup lubuski)
Wolmir, także Volmirus, Wladimir (zm. po 6 stycznia 1284) – duchowny katolicki, biskup lubuski.
Brak jest bliższych informacji na temat jego życia i działalności duszpasterskiej. Wg jednych źródeł został konsekrowany na biskupa dnia 20 grudnia 1282, wg Niteckiego miało to miejsce w Kaliszu również 20 grudnia, ale 1284 roku. Inni z kolei autorzy podają, że w dniu 20 grudnia 1282 w Kaliszu bp Wolmir brał udział w konsekracji arcybiskupa gnieźnieńskiego Jakuba Świnki.
Według współczesnego historyka Jacka Maciejewskiego biskupem lubuskim w latach 1275–1284 był Wilhelm II; autor ten pomija osobę bpa Wolmira.